# ホーセンス・フィヨルド

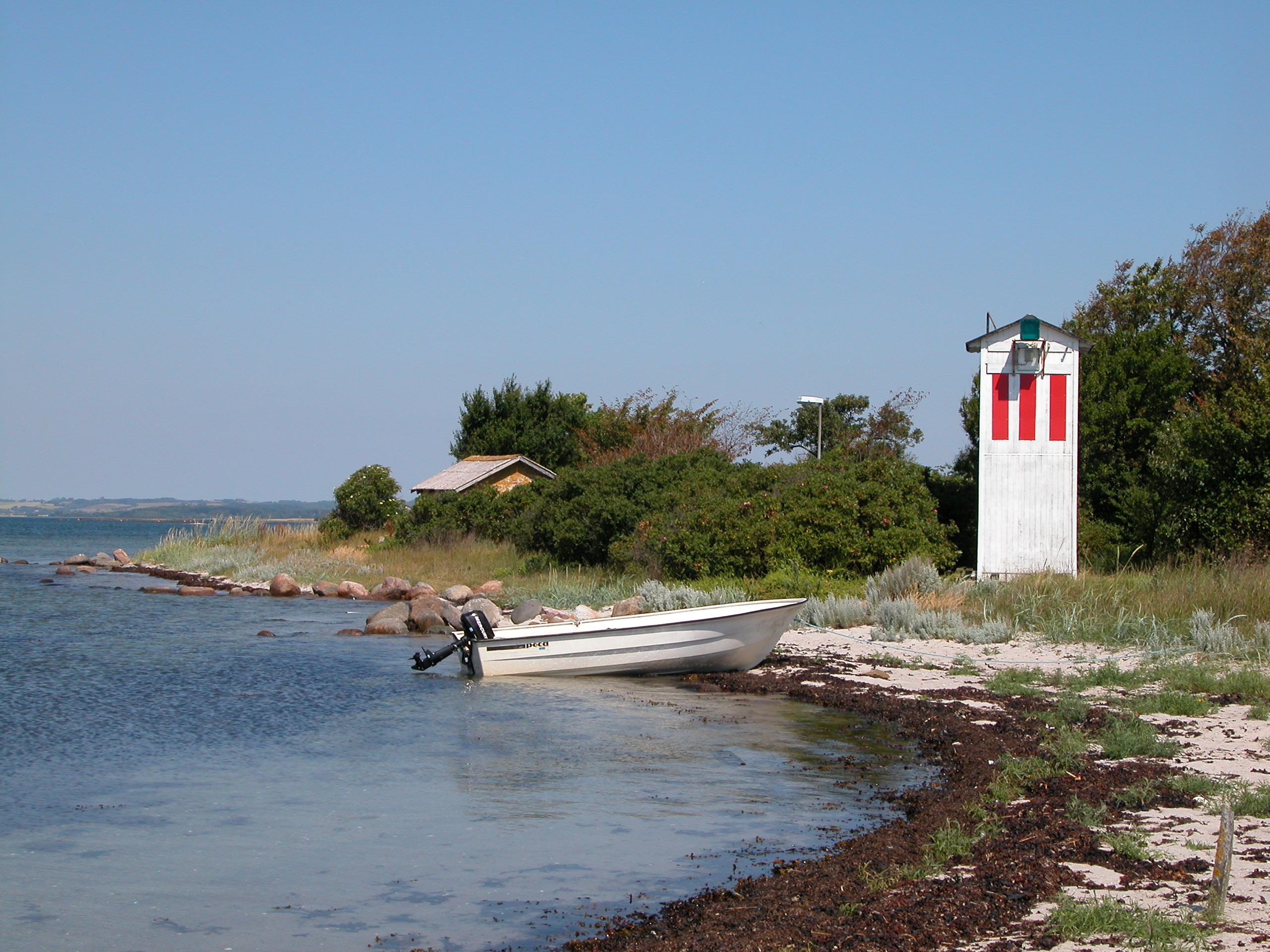
ホーセンス・フィヨルド（Hjarnø島）

ホーセンス・フィヨルド（Horsens Fjord）はデンマーク・ユラン半島東岸にある湾（フィヨルド）。東西方向に伸びた湾であり、長さは約17km、湾口の幅約8km。
カテガット海峡へと面しており、湾口付近にはアルル島（Alrø）とヒャルン島（Hjarnø）の二つの島が、湾口を塞ぐように位置している。湾の最奥にホーセンスの港湾及び市街地が位置しており、そこまでの航路は7mの水深が確保されている。
湾内の海岸は、草地環境の低湿地が随所に見られ、ゼニガタアザラシが生息している。自然保護区であるヴォルス島（Vorsø）では樹木も多く、アオサギが繁殖している他、ウも見られる。1977年にエンデラーヴェ島一帯と共にラムサール条約登録地となった。